# Cuisine valdôtaine
La cuisine valdôtaine est la cuisine traditionnelle de la Vallée d'Aoste, dans le nord de l'Italie.

## Description

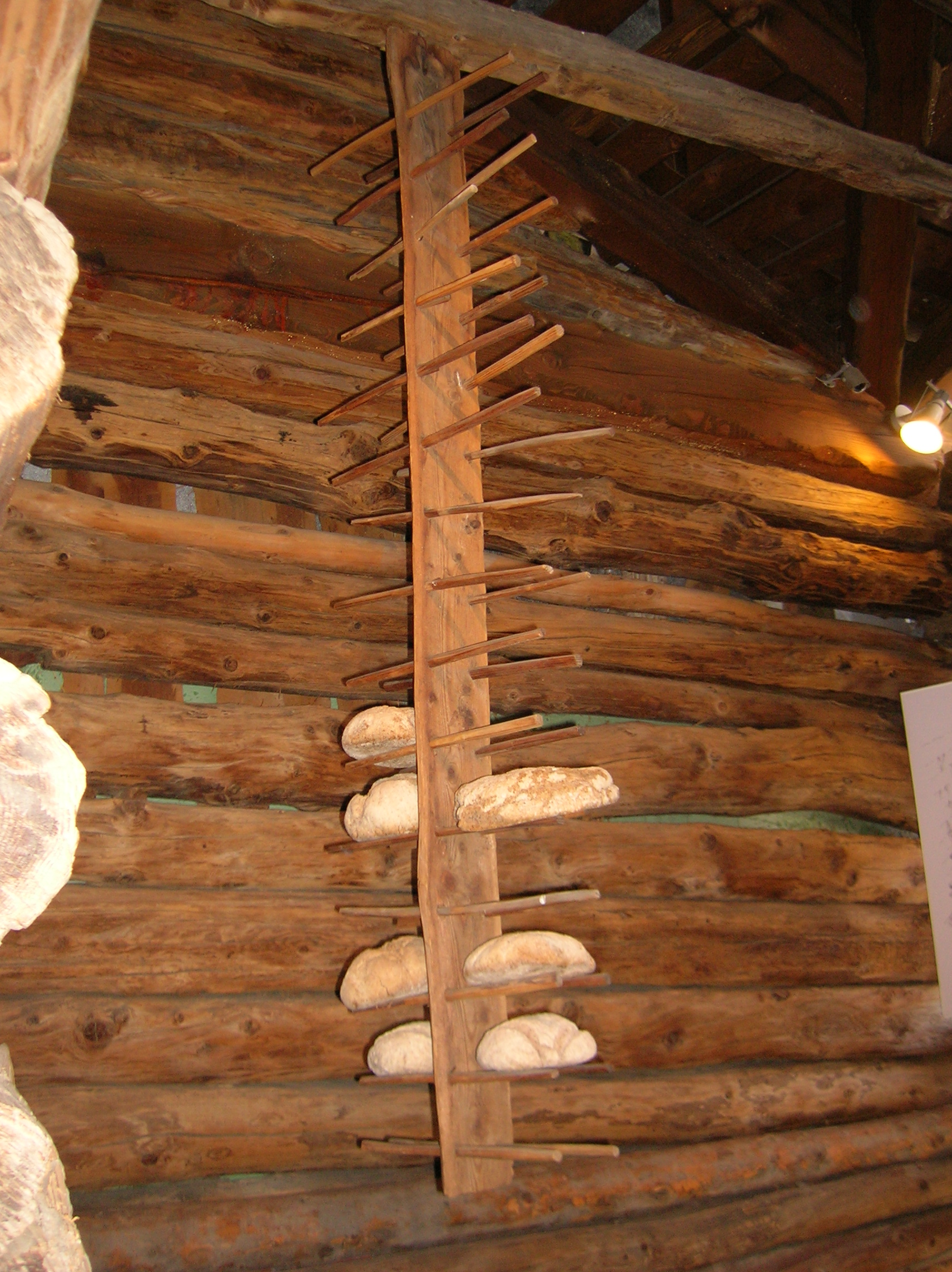
Un râtelier (en patois valdôtain, ratelé), utilisé traditionnellement pour la conservation du pain noir (Musée ethnographique du Petit-Monde, à Torgnon).

Cette cuisine se caractérise fortement par le milieu où elle s'est développée au cours des siècles : les Alpes.
La Vallée d'Aoste est une région dont l'altitude moyenne est supérieure à 2 000 m. Les produits offerts par le territoire sont limités et, dans le passé, les tables des Valdôtains ont toujours été très pauvres. Cependant, celles des riches propriétaires ne l'étaient pas du tout, et cela témoigne du fait que les montagnards de cette petite région de passage ont su obtenir des plats succulents à partir des minces ressources à leur disposition.
Les spécialités valdôtaines sont notamment les vins et les fromages, dont la majorité des appellations est protégée par le label de qualité européen DOP (Dénomination d'origine protégée).
Un label dénommé « Saveurs du Val d'Aoste » a été créé pour la protection des produits traditionnels au niveau local.

## Principaux ingrédients
Les recettes traditionnelles de la Vallée d'Aoste se fondent, outre que sur les produits traditionnels locaux, sur des produits tels que des légumes (des raves, des poireaux, des oignons), les pommes de terre, les fromages de vache et de chèvre, la viande de chamois et de veau, le riz, les châtaignes, les fruits (pommes et poires surtout). Le choix des desserts est assez large et appétissant.

## Des influences venues d'ailleurs
La présence du riz est due à l'origine piémontaise des habitants de Cogne. 

## Recettes

### Hors-d'œuvre

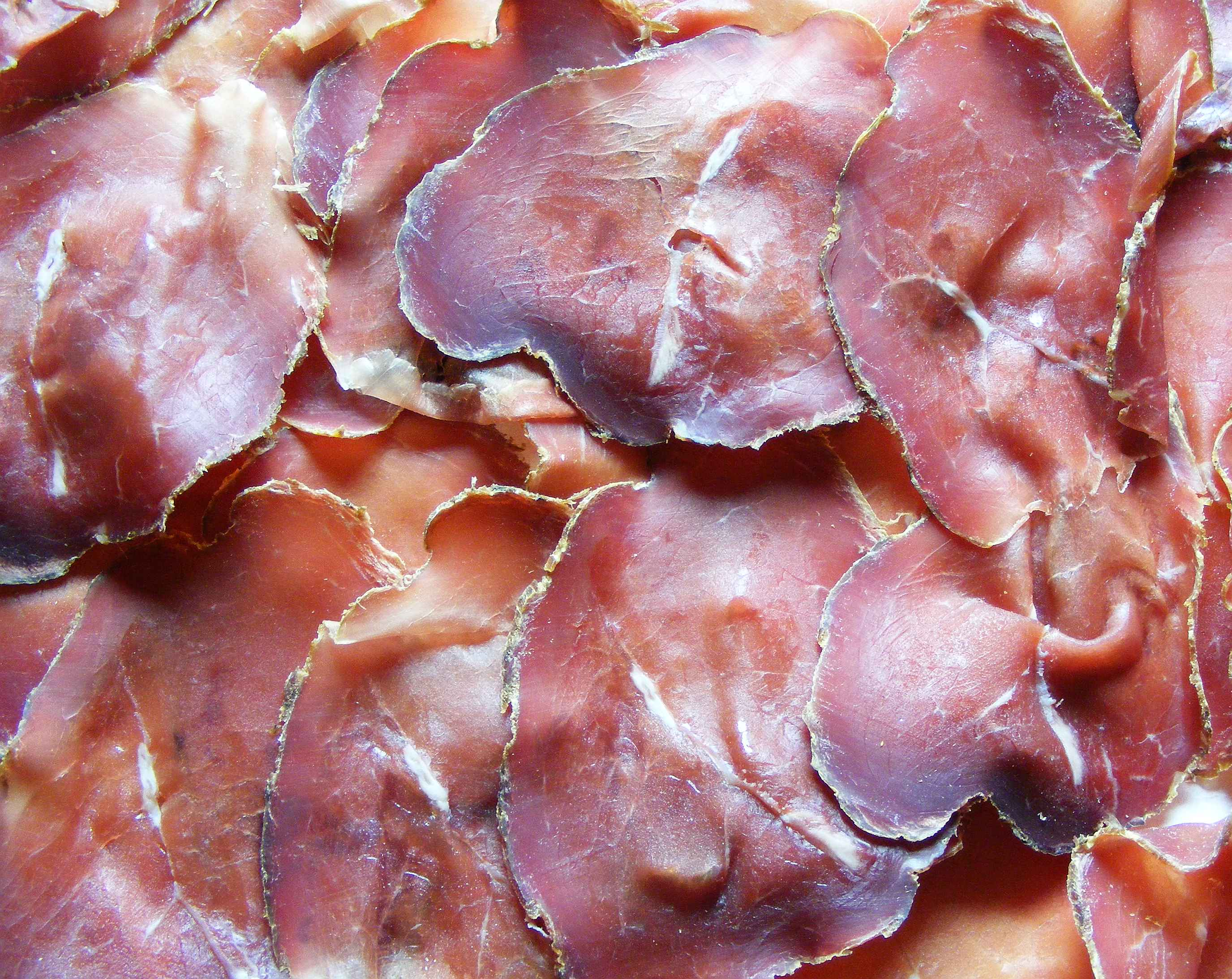
La motsetta.

- Boudins valdôtains, traditionnellement faits à la betterave rouge.
- Dzambon, qui peut sous-entendre le jambon de Bosses, ou le jambon à la braise de Saint-Oyen ;
- Lard d'Arnad.
- Motsetta de bouquetin ou de chamois.
- Saouceusses.

### Entrées

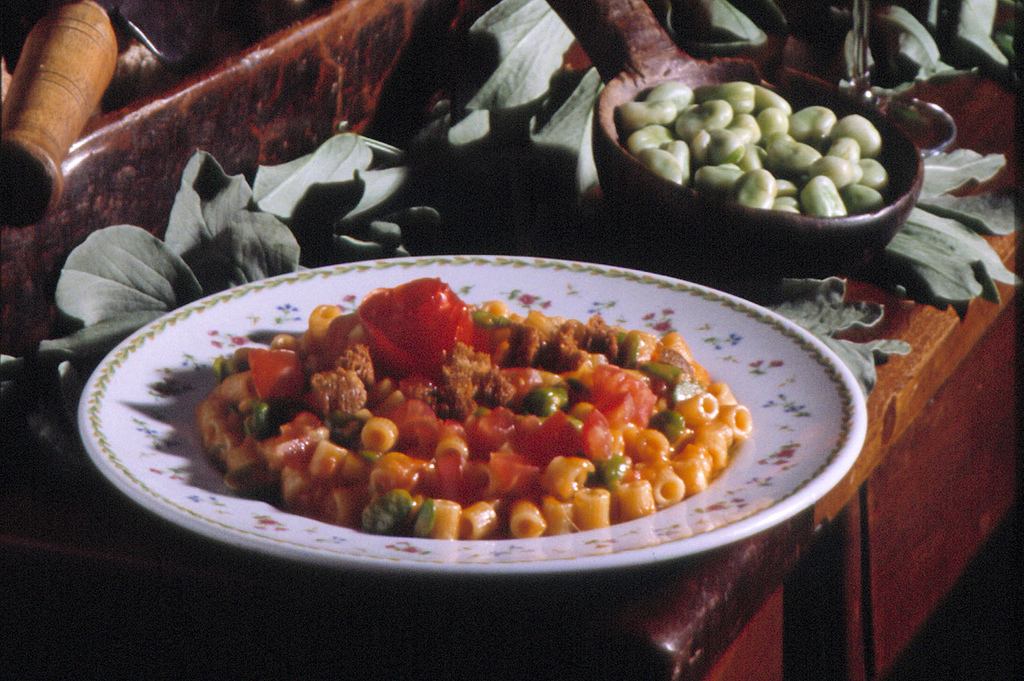
La favò.

- Chneffléné, de petites boulettes de pâte (farine, eau, lait et œufs) bouillies et garnies de fondue, crème et speck (jambon cru typique des régions alpines germanophones), et les chnolle, de petits gnocchis de farine de maïs. Ce sont des plats walser typiques de la haute vallée du Lys, à manger dans un bouillon de viande de porc.
- Favò, une soupe aux fèves originaire d'Ozein, hameau d'Aymavilles.
- Pèilà, une soupe de farine de seigle et de froment, avec du pain, de la fontine et du beurre[3]. Selon le docteur César Grappein de Cogne, qui l'inventa, cette soupe aurait des vertus curatives.
- Polenta.
- Puarò, soupe aux poireaux.
- Riz et châtaignes au lait.
- Riz et fontine.
- Seuppa de l'âno (du valdôtain, « soupe de l'âne »), appelée aussi seuppa frèide (« soupe froide »), avec du pain noir en tranches dans du vin rouge sucré, très simple, très fortifiant et enivrant en même temps.
- Seuppa à la cognèntse,  soupe à la cogneine, variante de la soupe à la valpelleneintse, avec du riz.
- Soupe à la valpellinoise, originaire du Valpelline, l'une des recettes valdôtaines les plus connues, à base de pain noir, chou vert et fontine.
- Soça, soupe de haricots avec des oignons et des épices, des pommes de terre, du lard fumé et des saucisses rissolées.
- Sorsa, soupe aux pommes de terre, pain noir, haricots, haricots verts, carottes, poires et pommes.
- Tartiflette, plat d'invention récente de la Haute-Savoie intégré aussi en Vallée d'Aoste.

### Légumes
- Dent de lion, appelée aussi pissenlit, ou encore salade des prés, c'est la première chicorée qui pousse après la fonte des neiges.
- Fleurs de courge, plat traditionnel de Bard pour la fête patronale de Sainte-Marie de l'Assomption, le 15 août.
- « Plat de l'évêque », originaire de Verrayes, préparé traditionnellement pour la Saint-Martin (11 novembre), à base de poires Martin Sec (voir ci-dessous), raves, pommes de terre, beurre, oignons, tomme ou fontine faite.
- Pommes de terre.

### Plats principaux
- Bouilli à la saumure, un bouilli de viande salée, que l'on peut trouver chez les charcutiers valdôtains en automne et en hiver, avec des saucisses et des pommes de terre.
- Carbonade valdôtaine, ancien plat typique valdôtain, à base de viande de bœuf salée pendant 12 jours, cuite lentement avec de l'ail et du lard fumé et salé. On ajoute ensuite une sauce faite avec du vin blanc sec, un œuf, de la farine, de la cannelle, des clous de girofle, du poivre et de la noix de muscade. Aujourd'hui, on la prépare aussi avec du vin rouge.
- Civet de gibier.
- Côtelette de veau à la valdôtaine, avec de la fontine et des œufs, on la frit ensuite dans du beurre[4].
- Crêpes à la valdôtaine, avec de la fontine et du jambon[5].
- Fricandeau, noix de veau en morceaux avec des oignons, du romarin, des herbes aromatiques et du vin blanc. Succulent avec la polenta.
- Omelette aux orties.
- Truite au beurre.
- Truite au bleu, bouillie, à servir avec de l'huile, du citron et des pommes de terre.

### Fromages

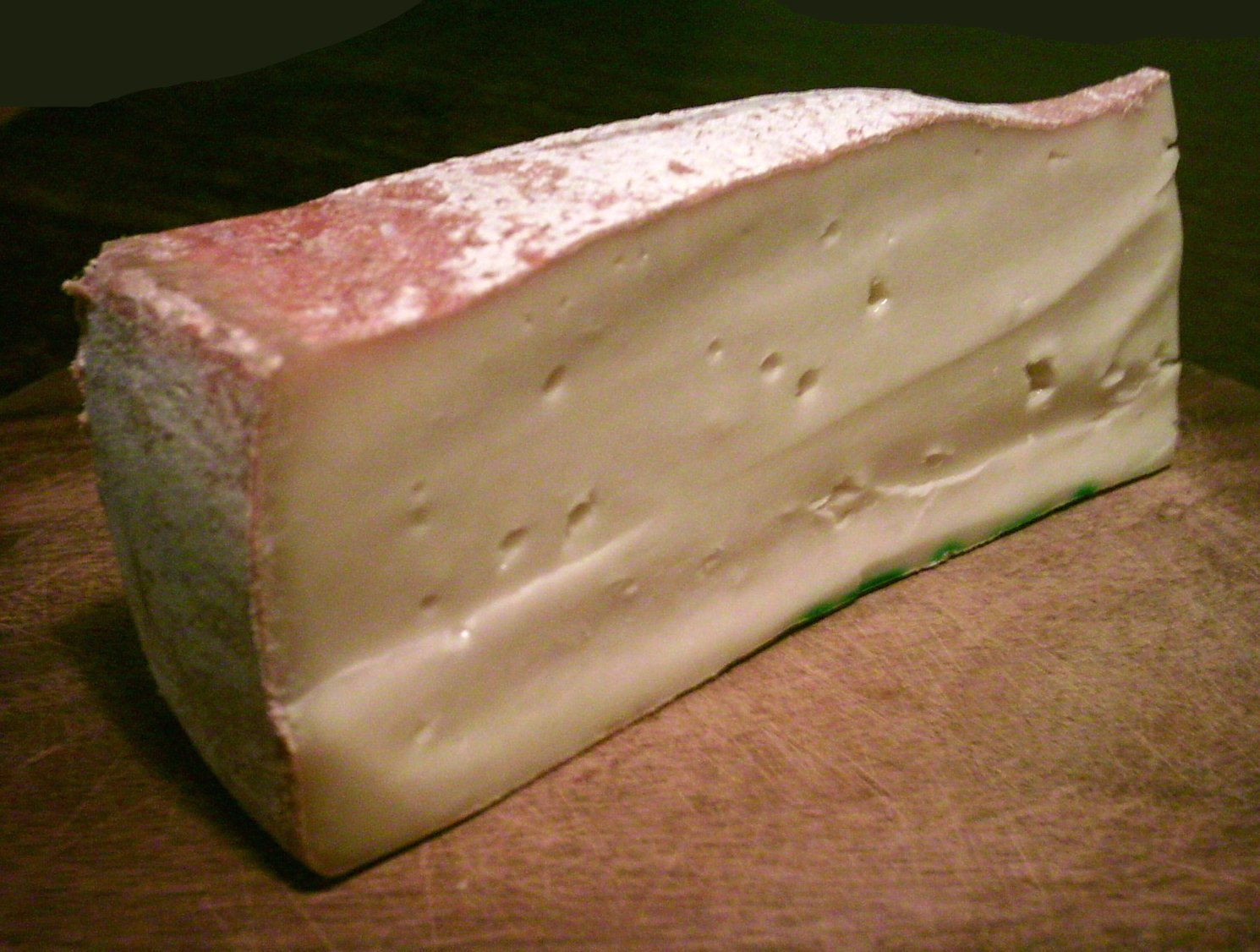
La fontine.

- Brossa, un produit laitier que l'on obtient de la graisse du petit-lait, délicieux avec le pain de seigle.
- Fondue à la fontine.
- Fontine.
- Réblèque, fromage frais et gras au lait entier, à manger soit avec du sel et du poivre, soit avec du sucre.
- Salignon, un fromage à la pâte semi-crue, produit dans la basse vallée, entre Hône et le Canavais, à manger avec la miasse, des croûtes de polenta.
- Séras, un sous-produit du lait entier, après l'extraction de la fontine, produit traditionnel de la basse Vallée d'Aoste.
- Tomme, en particulier celle de Gressoney.

L'historien Jean-Baptiste de Tillier cite des noms de fromages anciens, aujourd'hui disparus : le Cittrun, le Grisèn, le Saint-Barthélemy, le Muney et le Layet.

### Desserts

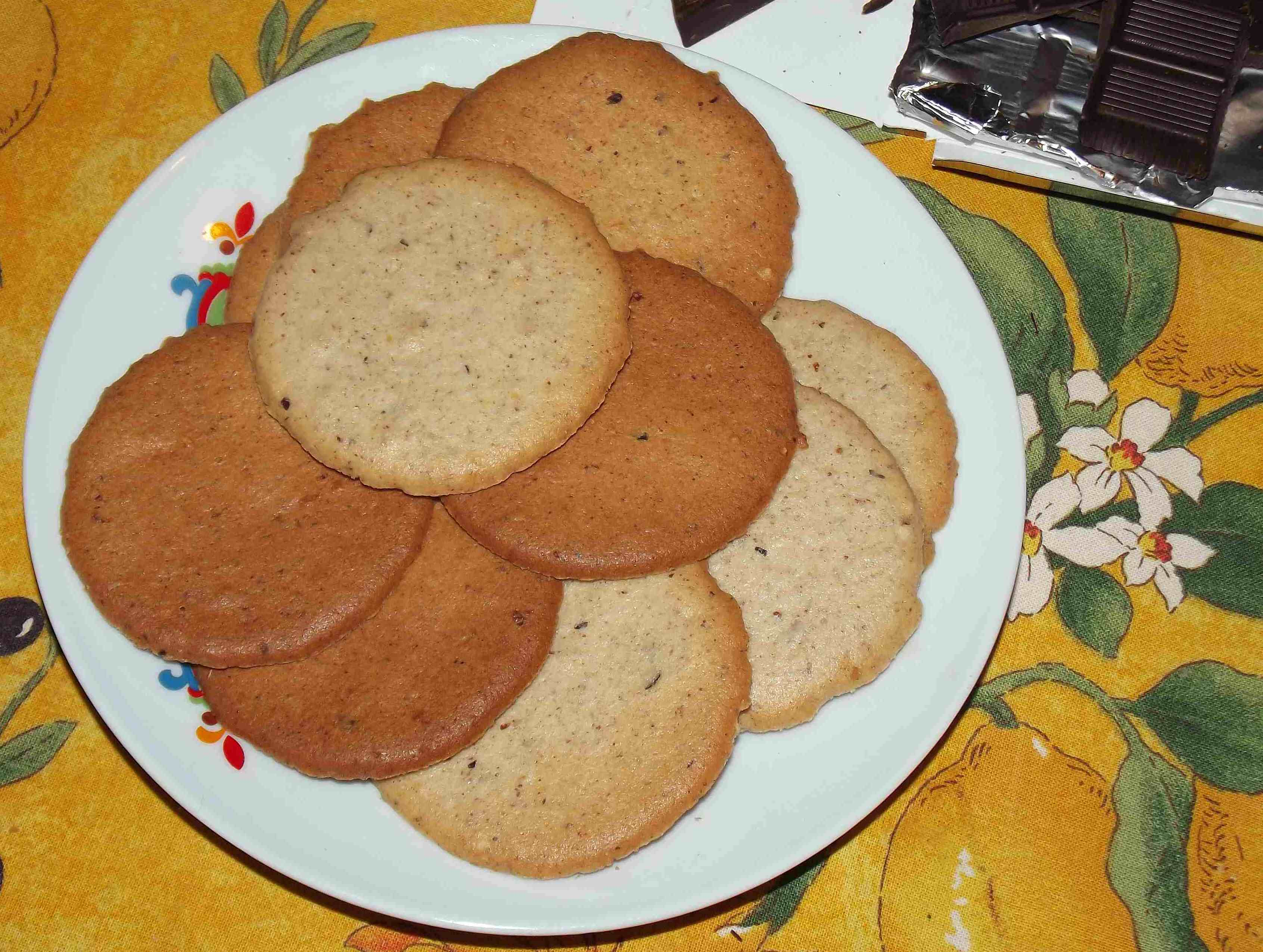
Les tuiles aostoises.

- Blanc-manger, un flan au chocolat d'origine savoyarde.
- Brochat, du lait tout juste trait avec du vin rouge et beaucoup de sucre.
- Creichein, typique du Valdigne, une galette sucrée au beurre.
- Fiandolein, du verbe fian-é (« secouer légèrement »), à base d'œufs, de lait, de sucre, de rhum et d'écorce de citron.
- Flantse, préparée dans un four commun une fois par an, avec de la courge et du pain. Joie des enfants, la flantse porte toujours des dessins ou des symboles religieux.
- Gâteau d'Arey.
- Marronade de Verrayes.
- Mécoulin, pain doux typique de Cogne.
- Merveilles, des beignets semblables aux bugnes.
- Micóoula, pain doux typique de Hône.
- Miel, très savoureux en miel d'alpage, dans la basse vallée, surtout de châtaignier.
- Rhotia, à base d'œufs, sucre, vin blanc, eau-de-vie, cannelle et pain.
- Torcets, des galettes de pâte douce au beurre avec du sucre ou du miel, originaires du Piémont.
- Tuiles aostoises, des galettes de pâte aux amandes.

### Fruits
- Châtaigne.
- Poires Martin Sec, une variété de petite taille, à manger au sirop après les avoir cuites dans du vin.
- Pommes reinettes.

### Liqueurs

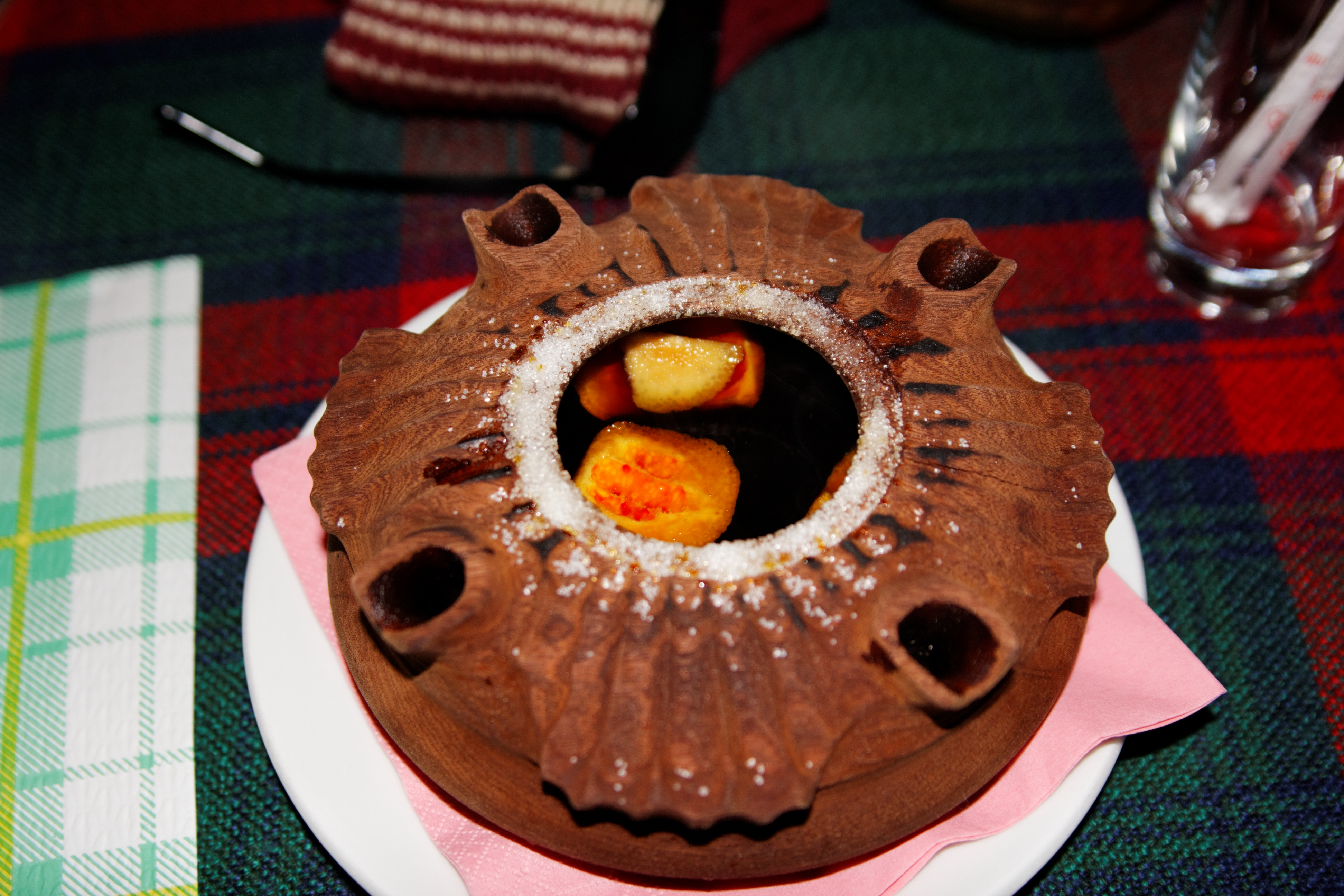
La coupe de l'amitié, utilisée pour boire le café à la valdôtaine.

- Café à la cogneine, appelé aussi « café à la valdôtaine », du café préparé par infusion directe avec de l'eau-de-vie, du sucre et une écorce de citron, puis approché à la flamme, l'alcool brûle et caramélise le sucre sur le bord de la coupe. Se boit à la ronde dans la coupe de l'amitié.
- Eau-de-vie, obtenue par distillation de marc de raisin entre novembre et décembre.
- Génépy.

## Proverbes et dictons
- « Lait sur vin, c'est venin ; vin sur lait c'est souhait. »

- À propos des fromages frais : « Lo fromadzo frëque l'at trèi vertu : toute la fam, la sèi, é lave lé dèi. » « Le fromage frais a trois vertus : il ôte la faim, la soif, et il lave les doigts. »

- Extrait d'une chanson paillarde :

À la santé de Noé,

Patriarche digne

Qui le premier a planté

L'arbre et la vigne

Noé, qui redoutait de l'eau,

Se bâtit un grand bateau,

Qui fut son, son, son

Qui fut re, re, re

Qui fut son, qui fut re

Qui fut son refuge au temps du déluge.
Une autre chanson à boire est les Chevaliers de la table ronde.